# TJ KOVO Praha, oddíl baseballu
TJ KOVO Praha byl baseballový klub, který zanikl v roce 1996. Od konce šedesátých let patřilo KOVO k nejúspěšnějším baseballovým klubům v Československu. V letech 1993 až 1996 hrál Českou baseballovou extraligu. V roce 1996 větší část hráčů přešla do SaBaTu Praha. Pod hlavičkou SaBaTu hráli Extraligu dvě další sezóny (1997, 1998). Po sestupu v roce 1998 se kádr bývalého KOVA definitivně rozpadl. Nejznámějším odchovancem je Pavel Budský, dnes hráč Draků Brno. Oddíl je členem tělovýchovné jednoty do které patří i hokejbalové mužstvo z Palmovky TJ Kovo Praha
Bývalí hráči se pod názvem KOVO Praha zúčastňují baseballového turnaje Poslední Homerun.

## Úspěchy
- Mistr Československa v baseballu: 1983, 1984, 1985, 1986, 1987, 1989, 1992

## Soupiska týmu v roce 1996
- Budský Pavel
- Gabriel P.
- Knobloch J.
- Křepinský M.
- Linhart J.
- Lisý P.
- Lukeš D.
- Marek Roman
- Mazač P.
- Patřičný Martin
- Pojer M.
- Rejman Marek
- Šlouf O.
- Tůma D.
- Tvrz D.
- Vavruša T.
- Vik Richard
- Víšek Jiří
- Yager Doug